# ويليام تودور غاردينر
ويليام تودور غاردينر (بالإنجليزية: William Tudor Gardiner)‏ هو سياسي أمريكي، ولد في 12 يونيو 1892 في نيوتن في الولايات المتحدة، وتوفي في 3 أغسطس 1953 في الولايات المتحدة. حزبياً، نشط في الحزب الجمهوري. وقد انتخب حاكم مين ‏.